# Tubastraea megacorallita
Tubastraea megacorallita — вид коралових поліпів родини Dendrophylliidae. Описаний у 2021 році.

## Поширення
Вид поширений в Південно-Китайському морі неподалік Гонконгу.

## Опис
Це яскраво забарвлені колоніальні корали. Живуть у симбіозі з водоростями зооксантелами. Має грубу текстуру, епітека відсутня. Від інших представників роду вирізняється за більшими коралітами та розташуванням перегородок у плані Пурталеса.